# Глухов, Николай Петрович
Николай Петрович Глухов (10 декабря 1918, Тамбовская губерния — 8 августа 2007, Тамбов) — советский хозяйственный и государственный деятель, Герой Социалистического Труда.

## Биография
Родился в 1918 году в селе Чакино. Член КПСС с 1944 года.
С 1936 года — на хозяйственной, общественной и политической работе. В 1936—1977 гг. — ветеринарный фельдшер Мурманского областного земельного управления, в РККА, участник Великой Отечественной войны, военрук в школах села Лукино, затем в родном селе Чакино, заведующий пасекой Чакинского сельхозтехникума, председатель колхоза «Красный путиловец» Ржаксинского района Тамбовской области
Указом Президиума Верховного Совета СССР от 31 декабря 1965 года присвоено звание Героя Социалистического Труда с вручением ордена Ленина и золотой медали «Серп и Молот».
Избирался депутатом Верховного Совета РСФСР 6-го и 7-го созывов.
Умер в Тамбове в 2007 году.